# Grupo de Ataque de Portaaviones Siete
El Grupo de Ataque de Portaaviones Siete (en inglés: Carrier Strike Group Seven, CSG-7), abreviado CSG-7 o CARSTRKGRU 7, era uno de los 14 grupos de ataque de portaaviones de la Armada de Estados Unidos activo entre octubre de 2004 hasta diciembre de 2011. Los grupos de ataque de portaaviones de la Armada de Estados Unidos son usados en una variedad de roles, todos los cuales involucran el ganar y mantener el control del mar. Los antecedentes del grupo de ataque incluyen dos formaciones de portaaviones previas, la División de Portaaviones Siete y el Grupo de Portaaviones Siete. De esta forma su historia incluye la Segunda Guerra Mundial, la guerra de Vietnam y la Guerra Fría, así como la primera y la segunda guerras en el Golfo Pérsico, abarcando un total de 34 despliegues al Océano Pacífico Occidental y al Golfo Pérsico.
En el momento de su desactivación, el grupo consistía del portaaviones USS Ronald Reagan (CVN-76), Ala Aérea Embarcada Catorce, el crucero lanzamisiles USS Chancellorsville (CG-62) y los destructores y fragatas asignados al Escuadrón de Destructores 7. El grupo estaba basado en la Base Aeronaval de North Island, California.

## Resumen histórico entre los años 1944 y 2004
El Grupo de Ataque de Portaaviones Siete puede trazar su linaje hasta la División de Portaaviones Nocturna Siete, la primera y única formación de portaaviones de la Armada de Estados Unidos dedicada exclusivamente a las operaciones aéreas nocturnas. Creada el 19 de diciembre de 1944, sus portaaviones proporcionaron las patrullas aéreas nocturnas de combate para la Fuerza de Tareas de Portaaviones Rápidos de la Flota del Pacífico de Estados Unidos durante la Segunda Guerra Mundial. La División de Portaaviones Nocturna Siete participó en las campañas de las Filipinas y de Okinawa así como en los ataques aéreos realizados por los portaaviones contra las islas japonesas principales. De acuerdo a los libros The Fast Carrier (en castellano: Los Portaaviones Rápidos) de Clark G. Reynolds y Big E (en castellano: Gran E) de Edward P. Stafford, el Enterprise y el Saratoga operaron brevemente frente a Okinawa en febrero de 1945 hasta que el Saratoga fue separado para cubrir a las fuerzas de portaaviones de escolta y anfibias. Inicialmente, la División de Portaaviones Nocturna Siete operó como un grupo de tareas de portaaviones separado dentro de la Fuerza de Tareas 38 y operaba solo de noche. Cuando llegó el USS Bonhomme Richard (CV-31), fue integrado en un grupo de tareas existente y el comandante de la División de Portaaviones Nocturna Siete dirigió las operaciones nocturnas del grupo de tareas.
La División de Portaaviones Siete fue recreada en la Estación Aeronaval de Alameda, California, el 22 de marzo de 1956. El comandante y el estado mayor del grupo se desplegaron por primera vez al Océano Pacífico Occidental a bordo del USS Bon Homme Richard (CVA-31) en el año 1957. El USS Coral Sea (CV-43), recién salido desde su reequipamieto, llegó a Alameda el 1 de abril de 1960 y fue asignado a la División de Portaaviones Siete. Durante la guerra de Vietnam, la división de portaaviones operó como parte de la Fuerza de Tareas 77 desde la Estación Yankee y la Estación Dixie. Durante su tercer despliegue de combate a Vietnam, el Coral Sea implementó un nuevo plan de patrulla aérea de combate anti-MiG desarrollado por el estado mayor de la División de Portaaviones Siete. Los otros portaaviones asignados a la división incluían al USS Ticonderoga, USS Lexington, USS Hancock, USS Kearsarge, USS Oriskany y USS Shangri-La. El 13 de septiembre de 1962, el contralmirante Ralph L. Shifley, comandante, División de Portaaviones Siete, embarcó a bordo del USS Kitty Hawk para su primer despliegue en el Pacífico. En enero de 1963, la división condujo el mayor ejercicio de la Flota del Pacífico llamado 'Red Wheel' (en castellano: Rueda Roja).
El 6 de abril de 1964, el contralmirante William F. Bringle asumió el comando de la División de Portaaviones Siete. En adición a comandar la División de Portaaviones Siete, almirante Bringle sirvió como comandante del Grupo de Tareas 77.6 entre el 29 de marzo de 1965 y el 29 de junio de 1965 y como comandante de la Fuerza de Tareas 77 desde 28 de mayo al 27 de junio de 1965.
La División de Portaaviones Siete fue redesignada como el Grupo de Portaaviones Siete el 30 de junio de 1973, y en 1978, fue basado en Alameda como parte del Commander, Naval Air Forces, Pacific Fleet (COMNAVAIRPAC) (en castellano: Comandante, Fuerzas Aeronavales, Flota del Pacífico). Para el año 1984, como siempre parte del COMNAVAIRPAC, el estado mayor se había movido a la Base Aeronaval de North Island y controlaba al USS Ranger (CV-61).
El 2 de julio de 1985, se llevó a cabo una ceremonia de cambio de mando del grupo a bordo de la cubierta de vuelo del Kitty Hawk y el contralmirante Stan Arthur arrió su bandera. El contralmirante D. M. Brooks tomó a continuación el mando del grupo, con su bandera en el Kitty Hawk. El 24 de julio de 1985, el Kitty Hawk, con el contralmirante Brooks, Comandante del Escuadrón de Destructores 13 y con el Ala Aérea Embarcada Nueve a bordo, zarparon desde San Diego, California para comenzar su decimoquinto despliegue al Pacífico Occidental. El Kitty Hawk pasó dos días en el Área de Operaciones del Sur de California el 25 y 26 de julio para llevar a cabo un Ejercicio de Alistamiento Operacional abreviado que incluía defensa antiaérea, ataques convencionales de largo alcance y un ejercicio antisubmarino de 39 horas de duración. El grupo inició el TRANSITEX 85-14 en ruta a la Estación Naval de Bahía Subic en Filipinas el 27 de julio. El Kitty Hawk ejecutó el Ejercicio Busy Observer (en castellano: Observador Ocupado), donde un avión B-52 de la Fuerza Aérea de Estados Unidos simuló a un avión Tupolev Tu-95 Bear D soviético el 29 de julio. Un Ejercicio Encuentro fue llevado a cabo junto con el Grupo de Acción de Superficie USS New Jersey el 1 de agosto y luego el Ala Aérea Embarcada Nueve participó en COPE CANINE 85-02, un ejercicio de defensa aérea de Hawái, entre el 2 y 3 de agosto. Posteriormente el grupo practicó la guerra antisubmarina con el USS Pintado entre el 3 y 4 de agosto.
Entre el 9 y 10 de agosto se llevó a cabo un ENCOUNTEREX/INCHOPEX con el USS Constellation (Grupo de Batalla Delta) cuando ellos regresaban desde un despliegue al Pacífico Occidental. En cada uno de esos días, el Kitty Hawk fue vigilado por un par de aviones Tu-95 soviéticos. El Kitty Hawk se colocó bajo el control operacional de la Séptima Flota de los Estados Unidos el 12 de agosto y pasó por el Canal Bashi cinco días más tarde. El buque operó brevemente en el Mar de la China Meridional.
Durante al año 1986, el Kitty Hawk estuvo bajo el control del grupo desde enero hasta el 28 de junio de 1986 y luego fue transferido al Grupo de Cruceros-Destructores 5 para trabajos posteriores, que incluyeron el READIEX 87-1. En el año 1987, el grupo controló al Kitty Hawk, que estaba en proceso de cambiarse a la Flota del Atlántico y el USS Constellation. Entre los años 1990 y 1991, el grupo vio acción durante la primera guerra del Golfo, y posteriormente realizó varios despliegues al Medio Oriente en los cuales sus aviones participaron en la Operación Southern Watch.
| Ala Aérea Embarcada Nueve, 1993 |
| ------------------------------- |
| VF-211 (F-14A)                  |
| VF-24 (F-14A)                   |
| VFA-146 (F/A-18C/N)             |
| VFA-147 (F/A-18C/N)             |
| VA-165 (A-6E/KA-6D)             |
| VAW-112 (E-2C)                  |
| HS-2 (SH-60F/HH-60H)            |
| VAQ-138 (EA-6B)                 |
| VS-33 (S-3)                     |

El contralmirante Thomas A. Mercer comandó el grupo (a bordo del Ranger, USS Midway y el Nimitz) antes de convertirse en Comandante, Fuerzas Navales Filipinas. Desde el verano de 1992, los cruceros lanzamisiles Long Beach, Halsey, Reeves, Fox y Truxtun; el Escuadrón de Destructores 23; el Ala Aérea Embarcada Nueve y el portaaviones Nimitz fueron asignados como unidades permanentes del grupo. Sin embargo el grupo no se desplegó nuevamente hasta el año 1993.
El Grupo de Portaaviones Siete, liderado por el contralmirante Lyle Bien a bordo del Nimitz, cruzó el Océano Pacífico entre el 2 y 20 de diciembre de 1995 dirigiéndose a Hong Kong. A principios del siguiente año, como parte de la respuesta estadounidense al desarrollo de la tercera crisis del Estrecho de Taiwán, el grupo se dirigió a alta velocidad desde el golfo Pérsico hasta el Mar del Sur de China. Al 11 de marzo de 1996 el Nimitz tomó parte en la Operación Southern Watch desarrollada en el Golfo, pero una semana más tarde el portaaviones se encontraba en el Océano Índico, en ruta al Mar de China Meridonial. Acompañando al Nimitz estaban el USS Port Royal (CG-73), USS Callaghan (DD-994), USS Oldendorf (DD-972), USS Ford (FFG-54), USS Willamette (AO-180), USS Shasta (AE-33) y USS Portsmouth (SSN-707). Los aviones del Ala Aérea Embarcada Nueve estaban embarcados a bordo del Nimitz. El Nimitz y seis buques adicionales arribaron cerca de Taiwán antes de las elecciones presidenciales del 23 de marzo de 1996. El grupo de batalla Nimitz recibió una Mención Meritoria de Unidad (en inglés: Meritorious Unit Commendation) por estas operaciones, formalmente el período entre el 13 de diciembre de 1995 y el 3 de mayo de 1996. Posteriormente en el año 1996, el contralmirante John B. Nathman estuvo al mando del Grupo de Portaaviones Siete, el Grupo de Ataque de Portaaviones Nimitz y la Fuerza de Batalla FIFTY en el golfo Pérsico.
El 26 de febrero de 1998, el Grupo de Portaaviones Siete zarpó de la Estación Naval de Norfolk, el comandante y el estado mayor embarcaron a bordo del USS John C. Stennis (CVN-74), que se encontraba realizando su despliegue inaugural. El grupo consistía del portaaviones Stennis; Ala Aérea Embarcada Siete; el crucero San Jacinto; los destructores Laboon, Cole y Caron; los submarinos de ataque Minneapolis-St. Paul y Providence; y el buque rápido de apoyo de combate Bridge.
El 12 de noviembre de 2001, dos meses antes de lo programado, el grupo se dirigió para un despliegue acelerado al Medio Oriente y se vio envuelto en la Guerra en Afganistán. El grupo de ataque de portaaviones consistía en el portaaviones Stennis; el Ala Aérea Embarcada Nueve; los cruceros Lake Champlain y Port Royal; los destructores Decatur y Elliot; la fragata lanzamisiles Jarrett; los submarinos Salt Lake City y Jefferson City; y el buque rápido de apoyo de combate Bridge. Posteriormente el grupo vio acción en la Operación Anaconda y la segunda guerra del Golfo.
Desde junio de 2002 y enero de 2003, el Stennis se sometió a un reequipamiento de siete meses. El 15 de noviembre de 2003, el contralmirante Matt Moffit entregó el mando del grupo al contralmirante Patrick M. Walsh. El 21 de noviembre de 2003, el grupo completó un Ejercicio Compuesto de Entrenamiento de Unidad de una duración de 26 días.
Desde el año 1956, los portaaviones asignados al grupo y la división no ya mencionados han incluido al Midway, Coral Sea, Kitty Hawk, Saratoga, Constellation, Enterprise y America.

## Operaciones entre el año 2004 y 2006

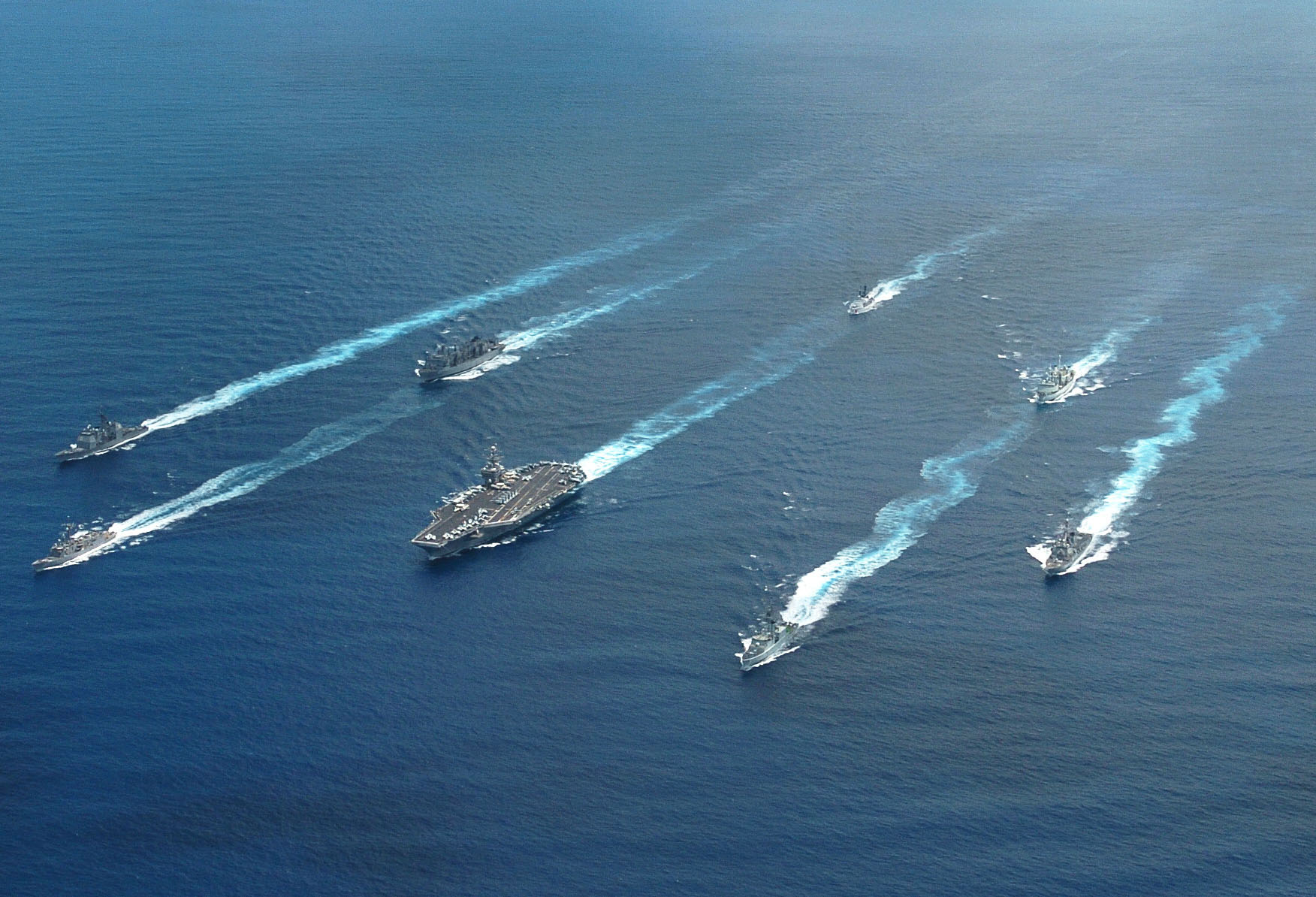
Grupo de Batalla Stennis en el RIMPAC del año 2004.

En mayo de 2004, el grupo de batalla se desplegó al Pacífico Occidental. Durante el despliegue, el grupo consistía del crucero Lake Champlain, el buque de reabastecimiento Rainier, la fragata Ford, el destructor Howard y el submarino USS Salt Lake City (SSN-716). Durante el despliegue, el grupo tomó parte en los ejercicios Ejercicio Límite Norte del 2004, el Ejercicio Conjunto Aéreo y Marítimo (en inglés: Joint Air and Sea Exercise, JASEX) del año 2004 y el Ejercicio RIMPAC del año 2004. También en el año 2004 el grupo proporcionó ayuda humanitaria después de ocurrido el terremoto del océano Índico de 2004.
El Grupo de Portaaviones Siete fue redesignado como Grupo de Ataque de Portaaviones Siete el 1 de octubre de 2004. El contralmirante Michael H. Miller tomó el mando del grupo el 15 de abril de 2005. El portaaviones Ronald Reagan se convirtió en el buque insignia del nuevo grupo en el año 2005 después de que el John C. Stennis cambió su puerto de base.
El 17 de octubre de 2005, el grupo zarpó desde la Base Naval de San Diego, California para comenzar su Ejercicio Compuesto de Entrenamiento como Unidad (en inglés: Composite Training Unit Exercise). El ejercicio estaba diseñado para entrenar al grupo de ataque de portaaviones en su totalidad para funcionar como uno solo, y consistía en dos distintas fases evaluadas por el Comandante, Entrenamiento de la Fuerza de Ataque del Pacífico (en inglés: Commander, Strike Force Training Pacific). En adición al Grupo de Ataque de Portaaviones Siete, también participaron en el ejercicio varios buques de la armada canadiense, incluyendo al destructor Algonquin; las fragatas Vancouver, Calgary y Ottawa y el petrolero reabastecedor Protecteur. El 6 de diciembre de 2005, el grupo zarpó de San Diego para su ejercicio final de redespliegue, el Ejercicio Conjunto de Fuerza de Tarea 06-2 (en inglés: Joint Task Force Exercise 06-2, JTFEX 06-2) desarrollado frente a la costa del sur de California. Un JTFEX es un ejercicio de fuerza de batalla diseñado para probar las capacidades de los grupos de ataque de portaaviones que operan con fuerzas multinaciones. El ejercicio fue completado el 17 de diciembre de 2005. Durante este ejercicio, los informes finales indicaron que el arrendado submarino de ataque sueco HSwMS Gotland logró penetrar las defensas del grupo y 'hundió' al Ronald Reagan.
El grupo se desplegó al Medio Oriente el 4 de enero de 2006. Los escoltas para el despliegue incluían al Lake Champlain, McCampbell, Paul Hamilton y Decatur, acompañados por el Rainier. También para ese despliegue era parte del grupo la Unidad 11, Destacamento 15 de la EOD de la Armada de Estados Unidos. El Ala Aérea Embarcada Catorce incluían los escuadrones de caza y ataque VFA-22, VFA-25, VFA-113, VFA-115, el escuadrón de guerra electrónica VAQ-139, el escuadrón de alerta temprana aerotransportada VAW-113, el escuadrón de helicópteros HS-4 y un destacamento de la unidad logística VRC-30. Frente a Hawái, el grupo completó un ejercicio de guerra antisubmarina el 12 de enero de 2006. Durante el ejercicio, un sistema de sonar mejorado instalado tanto en ambos destructores participantes fue usado por primera vez. El grupo entró al área de la Quinta Flota de los Estados Unidos el 18 de febrero de 2006 y el comandante de la flota el vicealmirante Patrick M. Walsh visitó al Reagan el 27 de febrero de 2006. El Grupo de Ataque de Portaaviones Siete completó operaciones con la Quinta Flota el 29 de mayo de 2006. Durante el despliegue, el Ala Aérea Embarcada Catorce voló aproximadamente 2940 misiones sobre Irak y Afganistán. Luego el grupo participó en el Ejercicio Valiant Shield del año 2006, este es un gran ejercicio conjunto en el área del Comando del Pacífico de Estados Unidos. El ejercicio Valiant Shield, realizado cerca de Guam entre el 19 y 23 de junio de 2006, involucró a tres grupos de ataque de portaaviones: el Grupo de Ataque de Portaaviones Cinco, el Grupo de Ataque de Portaaviones Siete y el Grupo de Ataque de Portaaviones Nueve.
El 9 de noviembre de 2006, el Grupo de Ataque de Portaaviones Siete zarpó de San Diego para dirigirse al Ejercicio Conjunto de Fuerza de Tareas 07-1 (en inglés: Joint Task Force Exercise 07-1, JTFEX 07-1), este ejercicio busca apoyoar el sostenimiento de las habilidades de guerra de múltiples buques. Durante el ejercicio, entre el 12 y 16 de noviembre de 2006, el Grupo de Ataque de Portaaviones Siete se combinó con el Grupo de Ataque de Portaaviones Tres, para formar la Fuerza de Tareas de Portaaviones 150 bajo el mando del contralmirante Kevin Quinn, Comandante, Grupo de Ataque de Portaaviones Tres. Esta fue la primera vez que los dos grupos operaron en forma conjunta. El JTFEX 07-1 no era un ejercicio de predespliegue normal; estaba ideado para sostener las habilidades de combate en un ambiente de múltiples buques en el caso de que un grupo de ataque tuviera que ser desplegado en forma inesperada. Para mantener todas las habilidades necesarias para combatir en conjunto los dos grupos, el ejercicio probó a los buques individualmente (en cuarteles generales y el uso del armamento), las dos alas aéreas embarcadas, y los buques y aviones de los grupos de ataque operando en forma conjunta como un solo equipo. Con las dos alas aéreas embarcadas operando conjuntamente, el ciclo normal de operaciones de vuelo de 12 horas podía ser doblado a un ciclo continuo de 24 horas.
Los buques de guerra de superficie que operaban con el CTF-150 practicaron todo el espectro de los escenarios de guerra de superficie. Liderados por el comodoro del Escuadrón de Destructores 21 (DESRON-21) actuando como el Comandante de Combate Naval (en inglés: Sea Combat Commander, SCC), los buques de guerra de superficie llevaron a cabo ejercicios sostenidos en Operaciones de Interdicción Marítima (en inglés: Maritime Interdiction Operations, MIO), guerra antisubmarina (en inglés: Anti-Submarine Warfare, ASW), guerra antisuperficie (inglés: Anti-Surface Warfare, ASUW) y guerra de minas (inglés: Mine Warfare, MW). La guerra antisubmarina continuaba siendo la prioridad máxima de combate.

## Operaciones entre los años 2007 a 2009
El 25 de enero de 2007 el contralmirante Charles W. Martoglio relevó al contralmirante Miller, y comandó al grupo hasta el 16 de noviembre de 2007, cuando él fue relevado por el contralmirante James P. Wisecup. A continuación de Wisecup, el contralmirante Scott P. Hebner tuvo el mando desde el 27 de octubre de 2008 hasta el 27 de octubre de 2009.
El 27 de enero de 2007, el grupo zarpó desde San Diego para su despliegue rápido al Pacífico Occidental. El grupo operó en el Pacífico Occidental mientras que el buque insignia del Grupo de Ataque de Portaaviones Cinco, el USS Kitty Hawk (CV-63), comenzó su mantenimiento en Yokosuka, Japón. Entre el 16 y 18 de marzo de 2007, el grupo tomó parte en un ejercicio de paso con la Fuerza Marítima de Autodefensa de Japón (en inglés: Japan Maritime Self-Defense Force, JMSDF) en el Mar de Filipinas. El Ronald Reagan también llevó a cabo un reabastecimiento em alta mar con cada uno de los cuatro buques de la JMSDF. el 25 de marzo de 2007, el grupo comenzó su participación en el Ejercicio RSOI/Foal Eagle 2007, un ejercicio combinado/conjunto de siete días llevado a cabo anualmente donde se involucran fuerzas tanto de Estados Unidos como de Corea del Sur. El 7 de abril de 2007, el Reagan concluyó su descarga de municiones hacia el buque portamunciones Flint del Comando de Transporte Marítimo Militar, con lo que se marcó el final de su despliegue con la Sétpima Flota. El grupo regresó a la North Island el 20 de abril de 2007. Entre sus escoltas para el despliegue estaban el USS Lake Champlain (CG-57), USS Paul Hamilton (DDG-60) y el USS Russell (DDG-59).
Después del regreso del grupo en abril de 2007, el Ronald Reagan entró en un reequipamiento de seis meses y de un valor de US$150 millones. El 31 de octubre de 2007, el Ronald Reagan regresó a la base aeronaval de North Island, luego de dos días de pruebas en el mar para evaluar su alistamiento material para reunirse a la flota. El 9 de noviembre de 2007, el Reagan regresó a la Base Aeronaval de North Island, California, después de completar su certificación de cubierta de vuelo.
El 16 de noviembre de 2007, el contralmirante James P. Wisecup relevó al contralmirante Charles W. Martoglio como comandante del grupo. El 27 de noviembre de 2007, el Ronald Reagan dejó San Diego para realizar su Evaluación de Entrenamiento Ajustado al Buque (en inglés: Tailored Ship's Training Assessment), que está diseñada para preparar al buque y su ala aérea embarcada para las operaciones de combate. Se unieron al Reagan y a la CVW-14 el crucero lanzamisiles Chancellorsville; los destructores lanzamisiles Gridley y Howard; y la fragata lanzamisiles Thach.

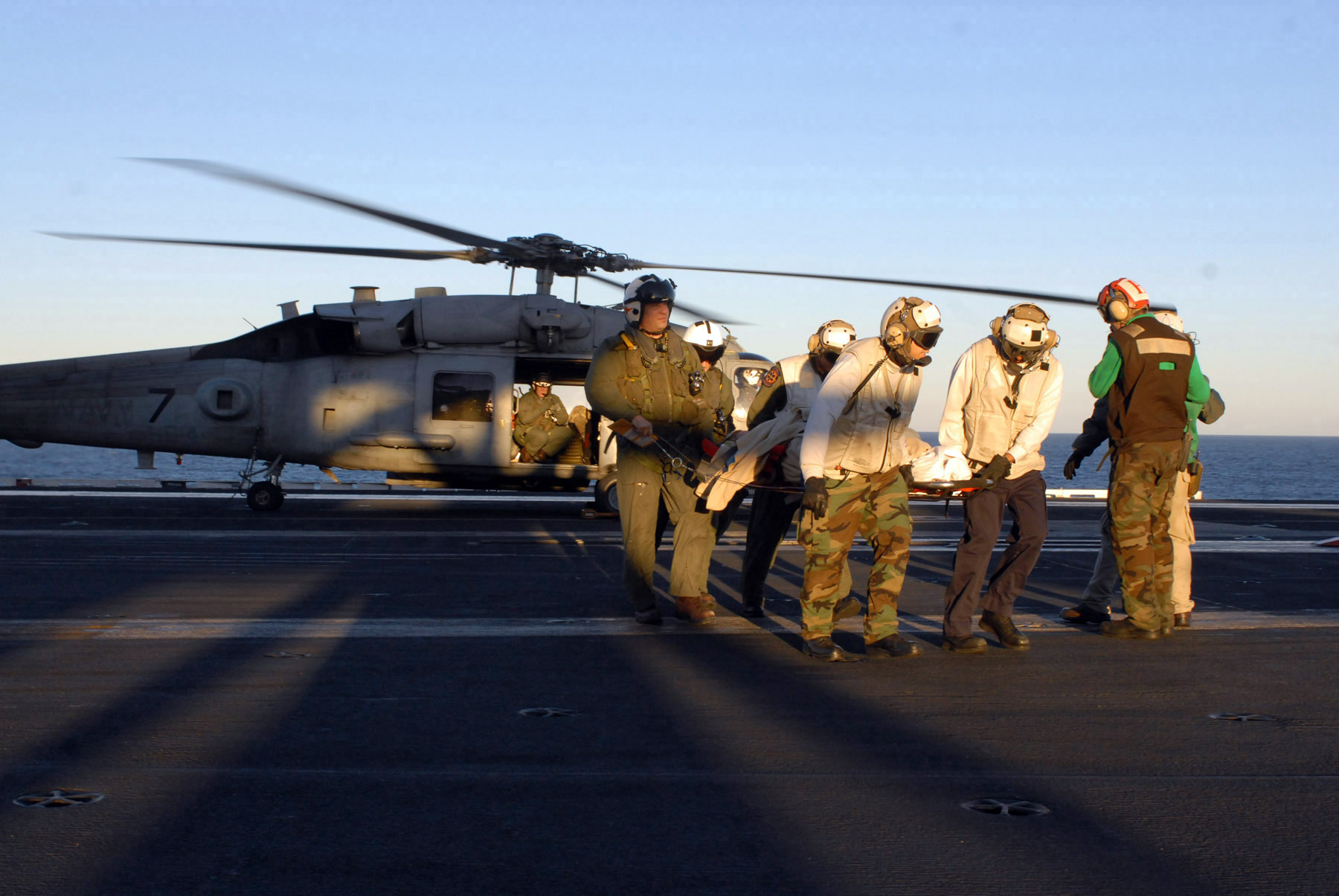
Evacuación aeromédica ejecutada el 15 de diciembre de 2007.

Durante los ejercicios, a primera hora de la mañana del 15 de diciembre de 2007, el Ronald Reagan respondió a una emergencia médica ocurrida a bordo del crucero de bandera de Bermuda Dawn Princess frente a la costa del sur de Baja California, México. Dos helicópteros HH-60 pertenecientes al HS-2 fueron despachados para realizar una evacuación médica de emergencia de una niña estadounidense de 14 años y traerla a bordo del portaaviones. Una vez a bordo del Reagan, se realizó una apendicectomía de emergencia por el departamento médico del buque. El Reagan regresó a la Base Aeronaval de San Diego el 18 de diciembre de 2007, habiendo logrado un sorprendente puntaje durante su diagnóstico.
El 17 de marzo de 2008, el grupo zarpó desde la Base Aeronaval de North Island, para realizar su Ejercicio de Unidad de Entrenamiento Compuesto. El ejercicio estaba diseñado para probar la habilidad del grupo de ataque para operar en ambientes complejos y hostiles como una unidad sola unidad, y fue evaluado por el Comandante, Entrenamiento de la Fuerza de Ataque del Pacífico (en inglés: Commander, Strike Force Training Pacific). El 7 de abril de 2008, el grupo regresó a su puerto base en la Base Aeronaval de North Island. Cuatro días más tarde, el 11 de abril de 2008, el grupo zarpó nuevamente para comenzar el Ejercicio de Fuerza Tarea Conjunta 08-5 (en inglés: Joint Task Force Exercise 08-5). Se unieron al Reagan y a la CVW-14 el crucero lanzamisiles Chancellorsville; los destructores lanzamisiles Gridley, Howard y Decatur; y la fragata lanzamisiles Thach. El ejercicio fue el paso preparatorio final para el despliegue del año 2008. El 22 de abril de 2008, el grupo regresó a su base.
El 19 de mayo de 2008, el grupo zarpó desde la Base Aeronaval de North Island para su despliegue en el Pacífico Occidental/Oriente Medio del año 2008. Las escoltas para el despliegue incluían al USS Chancellorsville (CG-62), USS Gridley (DDG-101), USS Howard (DDG-83), USS Decatur (DDG-73) y USS Thach (FFG-43). El 27 de mayo de 2008, el grupo comenzó un ejercicio de guerra antisubmarina en las aguas frente a Hawái que incluyó dos submarinos de ataque.
El grupo acortó su visita al puerto de Hong Kong y le fue ordenado que proporcionara asistencia humanitaria a la isla de Panay en Filipinas, después de la ocurrencia del Tifón Fengshen. Los helicópteros del grupo realizaron 19 misiones de ayuda para entregar comida y agua embotellada a las áreas más afectadas por el Tifón Fengshen, con los C-2 Greyhound del Reagan entregando abastecimientos adicionales. Adicionales a los vuelos de ayuda, un equipo de ingenieros de cuatro personas pertenecientes al Ronald Reagan repararon los generadores eléctricos del hospital de Iloilo City que habían sido dañados por la inundaciones. Después de llevar la bomba de combustible que había sido dañada por el lodo, el equipo regresó al Hospital Barotac Viejo de Iloilo City y restauró la energía eléctrica. El 3 de julio de 2008, el grupo zarpó del Mar de Joló y Panay. Durante su misión de ayuda, el grupo de ataque voló 332 misiones durante ocho días consecutivos entregando más de 235.000 kg de agua potable, arroz y abastecimientos médicos a la víctimas del tifón en Panay. Poco después, el USS Howard fue separado para tomar parte en el cuarto ejercicio anual de Cooperación del Sureste Asiático contra el Terrorismo (en inglés: Southeast Asia Cooperation Against Terrorism, SEACAT) que comenzó en Singapur el 18 de agosto de 2008.
Luego el grupo participó en el Ejercicio Malabar 2008 con la Armada India entre el 20 y 24 de octubre de 2008. El ejercicio realizado en el Mar Arábigo consistió en entrenamiento de superficie, aéreo y submarino. El 28 de agosto de 2008, el grupo relevó al Grupo de Ataque de Portaaviones Nueve y lanzó sus primeras misiones en apoyo de las fuerzas terrestres estadounidenses y de la coalición de la Fuerza Internacional de Asistencia para la Seguridad. Un total de más de 1.150 misiones de apoyo terrestre fueron volados durante el despliegue. Mientras tanto, el Decatur y el Thach se unieron a la Fuerza de Tareas Combinadas 152 que operaba en el Golfo Pérsico, mientras que los destructores lanzamisiles Gridley y Howard patrullaban el Mar Arábigo y el Golfo de Adén como parte de la Fuerza de Tareas Combinada 150.
El 28 de mayo de 2009, el grupo zarpó desde San Diego, California, para comenzar su despliegue al Pacífico Occidental/Medio Oriente del año 2009. El grupo entró al área de la Séptima Flota de los Estados Unidos el 9 de junio de 2009. Durante su despliegue, el Ala Aérea Embarcada Catorce voló más de 1.600 misiones en apoyo de las tropas en Afganistán. Los destructores Decatur, Howard y Gridley, y la fragata Thach, apoyaron las operaciones de seguridad marítima en el Golfo Pérsico, Mar Arábigo, Golfo de Omán y el Mar Rojo. Por ejemplo, durante julio de 2009, el Thatch fue asignado por el Comandante, Grupo de Tareas Marítima Iraquí (en inglés: Commander, Task Group Iraqi Maritime, CTG-IM) para servir como un buque piquete patrullando el Terminal Petrolero de Al Başrah en el norte del Golfo Pérsico. El 18 de septiembre de 2009, el contralmirante Thomas S. Rowden relevó al contralmirante Hebner como el comandante del grupo de ataque. El grupo regresó a su puerto base en la Base Aeronaval de North Island el 31 de octubre de 2009.

## Operaciones en el año 2010

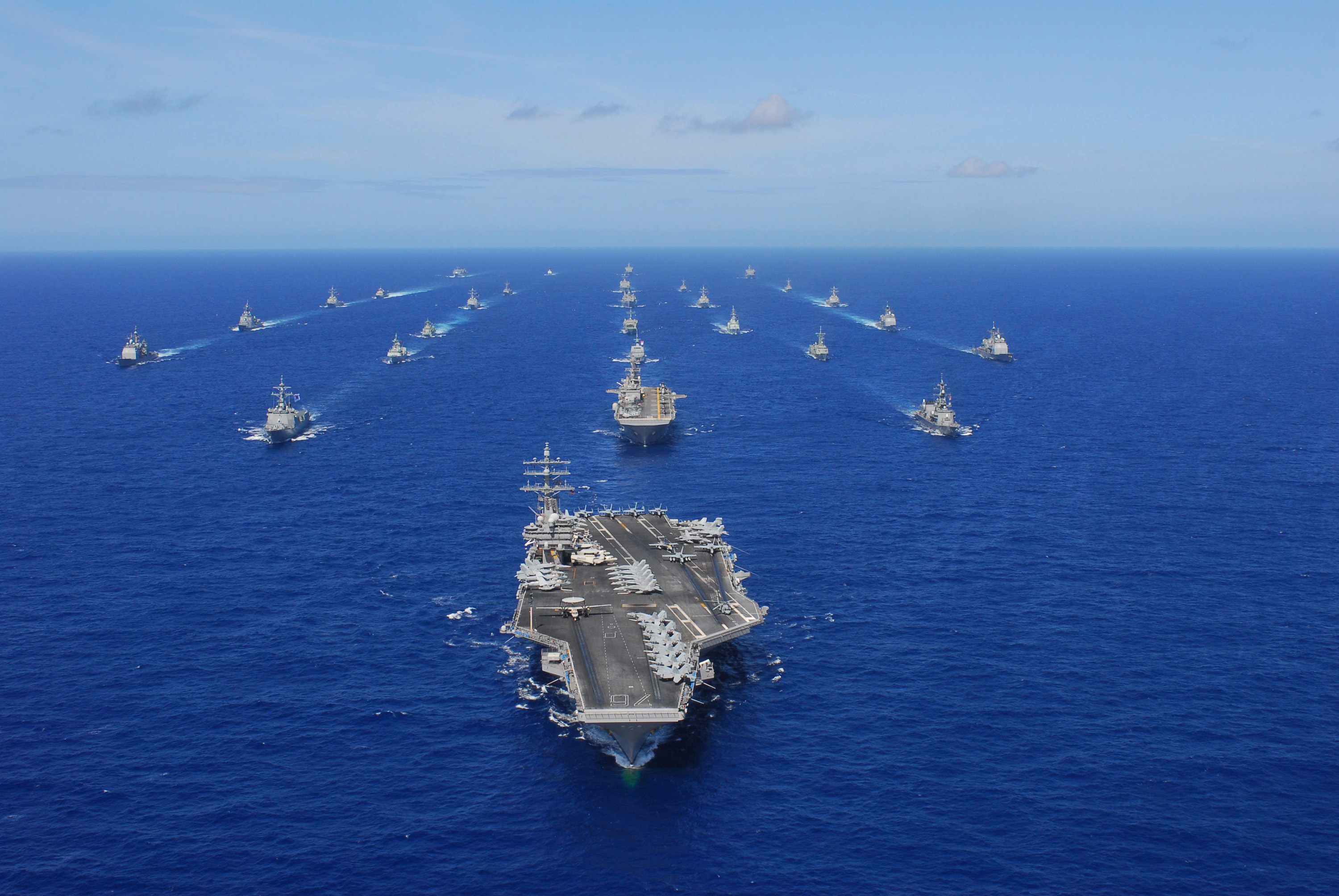
Foto del ejercicio RIMPAC 2010, con el Ronald Reagan al centro.

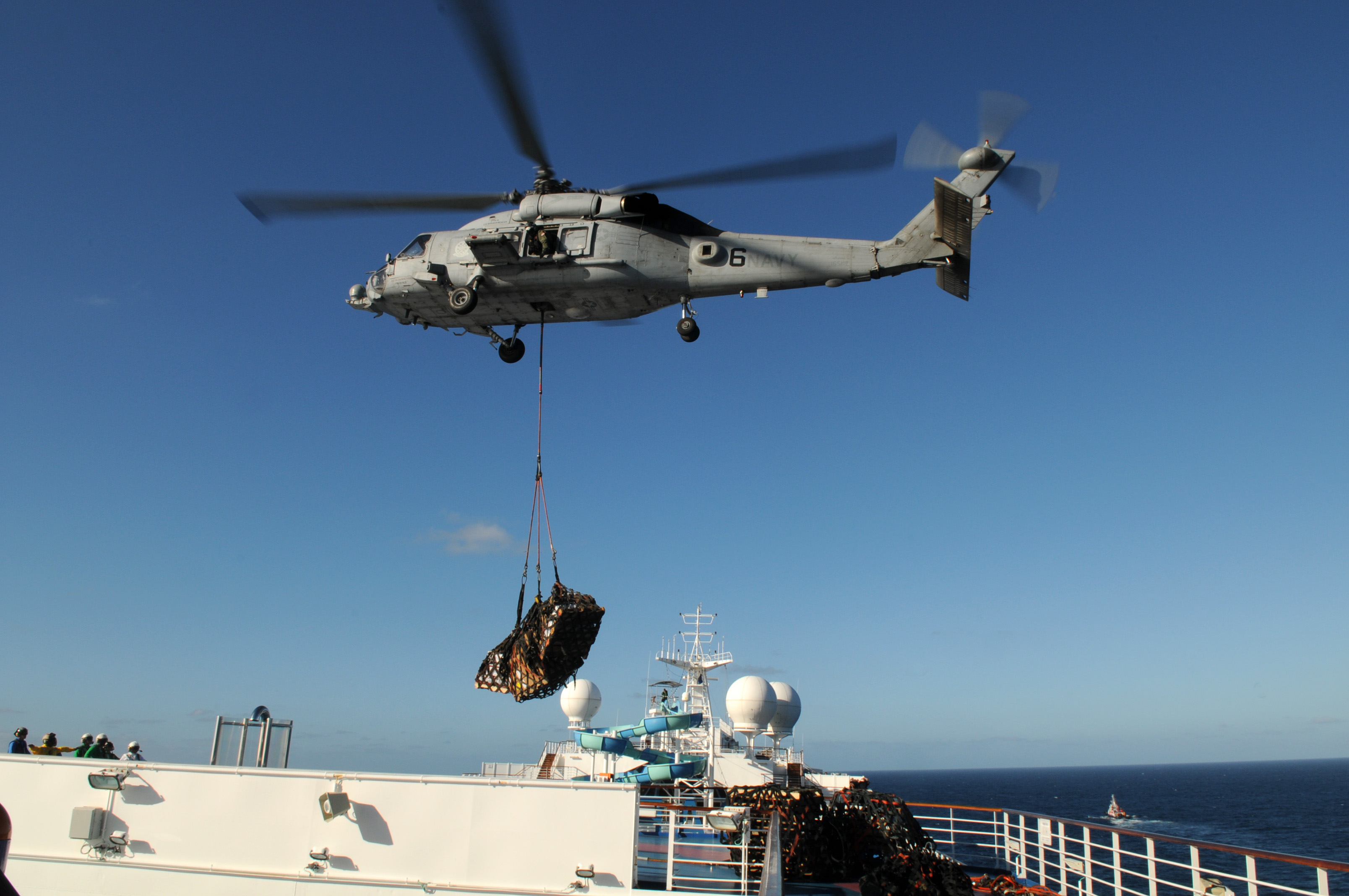
Un helicóptero HH-60H de la Armada de Estados Unidos entrega abastecimientos al Carnival Splendor el 9 de noviembre de 2010.

A finales del año 2009 comenzó un período de mantenimiento de seis meses para el Ronald Reagan en la Base Aeronaval de North Island. Las remodelaciones del buque abarcaron desde los sistemas de combate de alta tecnología hasta el equipamiento para extinguir incendios a mejoras en los servicios de lavandería del buque y los espacios habitables. El 18 de mayo de 2010, el Ronald Reagan zarpó de la base aeronaval de North Island para pruebas en alta mar. El Reagan regresó el 19 de mayo de 2010 a la Base Aeronaval de North Island después de las pruebas en alta mar. El Reagan llevó a cabo la certificación de su cubierta de vuelo desde el 2 de junio de 2010.
El 28 de junio de 2010, el Ronald Reagan arribó a Pearl Harbor para participar en el Ejercicio del Borde del Pacífico (en inglés: Exercise Rim of the Pacific, RIMPAC) 2010. El Ronald Reagan fue el único portaaviones que participó en este ejercicio. Durante la fase en puerto del RIMPAC, los oficiales y tripulantes de las 14 armadas participantes interactuaron en recepciones, reuniones y eventos deportivos. En alta mar se realizaron ejercicios de disparo de artillería y de misiles con munición de guerra, interdicciones marítimas y abordaje de naves y guerra antisuperficie, guerra antisubmarina, y entrenamiento de defensa antiaérea, todo esto seguido por la realización de ejercicios de escenarios en la Fase III. Durante el RIMPAC 2010, personal naval de Singapur, Japón, Australia, Chile, Perú y Colombia dirigieron ejercicios de combate mientras se encontraban a bordo del Reagan. Ellos controlaron la guerra antisubmarina y antisuperficie para todo el grupo y toda la fuerza RIMPAC. También, el Reagan realizó un lanzamiento con un misil de guerra del RIM-116 Rolling Airframe Missile, la primera vez desde el año 2007.
El 30 de julio de 2010, el RIMPAC 2010 finalizó con una conferencia de prensa en Pearl Harbor. Se llevó a cabo una recepción para más de 1.5000 participantes, visitantes distinguidos e invitados especiales en la bahía del hangar del Ronald Reagan. El 8 de agosto de 2010, el buque regresó a su puerto base después de cerca de casi dos meses de navegación.
El 18 de octubre de 2010 el Ronald Reagan zarpó para su Ejercicio de Unidad de Entrenamiento Compuesto (en inglés: Composite Training Unit Exercise, COMPTUEX). En las siguientes tres semanas, se realizaron operaciones de vuelo de manera casi continua bajo condiciones simuladas de combate. También el Ronald Reagan simuló un tránsito de estrechos con cuatro buques del grupo de ataque, participó en tres reabastecimientos en alta mar con oposición, un reabastecimiento vertical, y realizó muchos ejercicios de llamada a cuarteles generales y hombre al agua. El 9 de noviembre de 2010, el Reagan fue desviado para proporcionar asistencia al crucero Carnival Splendor. El 14 de noviembre, el Ronald Reagan y su ala aérea embarcada completaron exitosamente su COMPTUEX, y regresó a puerto el 17 de diciembre de 2010.

## Despliegue en el año 2011

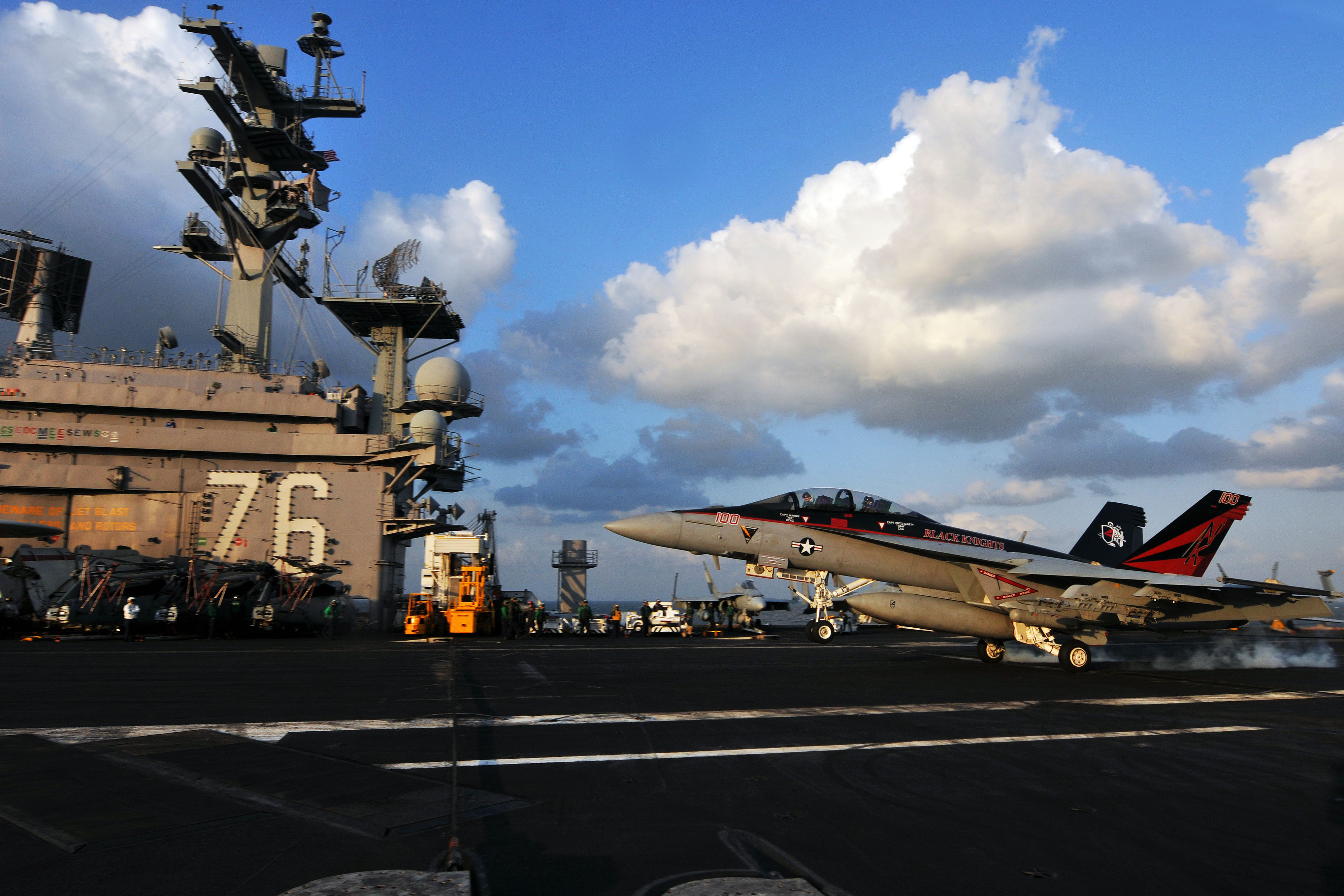
Apontaje número 1000 (18 de abril de 2011).

En febrero de 2011, el contralmirante Robert P. Girrier tomó el mando del grupo. El 2 de febrero de 2011, el grupo zarpó desde la Base Aeronaval de North Island para las preparaciones finales de su despliegue y para su Ejercicio de Fuerza Tareas Conjunta (en inglés: Joint Task Force Exercise, JTFEX). El 5 de marzo de 2011, el grupo completó el JTFEX y comenzó su despliegue del año 2011.
El Grupo de Ataque de Portaaviones Siete entró al área de responsabilidad de la Séptima Flota de Estados Unidos el 9 de marzo de 2011.
El 9 de mayo de 2011, el Grupo de Ataque de Portaaviones Siete entró al área de responsabilidad de la Quinta Flota de Estados Unidos, y el Ala Aérea Embarcada Catorce (CVW-14) lanzó sus primeras misiones de combate en apoyo a la Operación "Libertad Duradera" - Afganistán (OEF-A). El 9 de mayo de 2011, el grupo entró al área de la Quinta Flota de Estados Unidos, y su ala aérea comenzó a lanzar misiones de combate contra los talibanes y Al Qaeda en Afganistán. Oficiales de enlace del Ejército de EE. UU. se encontraban embarcados para coordinar con las tropas terrestres de la coalición. El grupo de ataque de portaaviones lanzó más de 900 misiones aéreas en apoyo de las fuerzas terrestres en Afganistán.
El 15 de junio de 2011 durante una visita al portaaviones Ronald Reagan, el comandante de la Quinta Flota el vicealmirante Mark I. Fox destacó la contribución que hizo el grupo de ataque:
Ustedes están llevando a cabo operaciones en apoyo de nuestras tropas en tierra cada día desde la cubierta de vuelo de este buque. Estoy verdaderamente impresionado con la forma en que todo el Grupo de Ataque de Portaaviones ha llevado a cabo su operación; ustedes han estado bateando la pelota fuera del estadio.
El Grupo de Ataque de Portaaviones Siete regresó a su puerto base en la Base Aeronaval de North Island en Coronado, California, el 9 de septiembre de 2011, completando de ese forma su despliegue al WESTPAC del año 2011. Un hecho destacado del despliegue ocurrió el 18 de abril de 2011 cuando el capitán Kevin "Nix" Mannix realizó su apontaje con cables número 1.000 cuando el aterrizó su F/A-18F Super Hornet, perteneciente al Escuadrón 154 de Caza y Ataque, en la cubierta de vuelo del Ronald Reagan. El capitán Mannix era el subcomandante del Ala Aérea Embarcada Catorce.

### Composición de la fuerza en el despliegue del año 2011
| Unidades | Buques de guerra del CARSTRKGRU 7         | Ala Aérea Embarcada Catorce (CVW-14), escuadrones embarcados a bordo del buque insignia USS Ronald Reagan (CVN-76) | Ala Aérea Embarcada Catorce (CVW-14), escuadrones embarcados a bordo del buque insignia USS Ronald Reagan (CVN-76) |
| -------- | ----------------------------------------- | --- | --- |
| N.º 1    | USS Chancellorsville (CG-62)              | Escuadrón 323 de Caza y Ataque de la Infantería de Marina (VMFA-323): 12 F/A-18C(N)                                | Escuadrón 139 de Ataque Electrónico (VAQ-139): 4 EA-6B                                                             |
| N.º 2    | USS Preble (DDG-88)                       | Escuadrón 154 de Caza y Ataque (VFA-154): 12 F/A-18F                                                               | Escuadrón 113 de Alerta Temprana Aerotransportada de Portaaviones (VAW-113): 4 E-2C HE2K NP                        |
| N.º 3    | USS Higgins (DDG-76)                      | Escuadrón 147 de Caza y Ataque (VFA-147): 12 F/A-18E                                                               | Escuadrón 4 de Helicópteros Antisubmarinos (HS-4): 5 SH-60F & 3 HH-60H                                             |
| N.º 4    | —                                         | Escuadrón 146 de Caza y Ataque (VFA-146): 10 F/A-18C                                                               | Escuadrón 30 de Apoyo Logístico de Portaaviones (VRC-30), Destacamento 1: 4 C-2A                                   |
| Notas    | [ 71 ] [ 79 ] [ 80 ] [ 81 ] [ 82 ] [ 83 ] | [ 84 ] [ 85 ] [ 86 ]                                                                                               | [ 84 ] [ 85 ] [ 86 ]                                                                                               |

### Operación Tomodachi

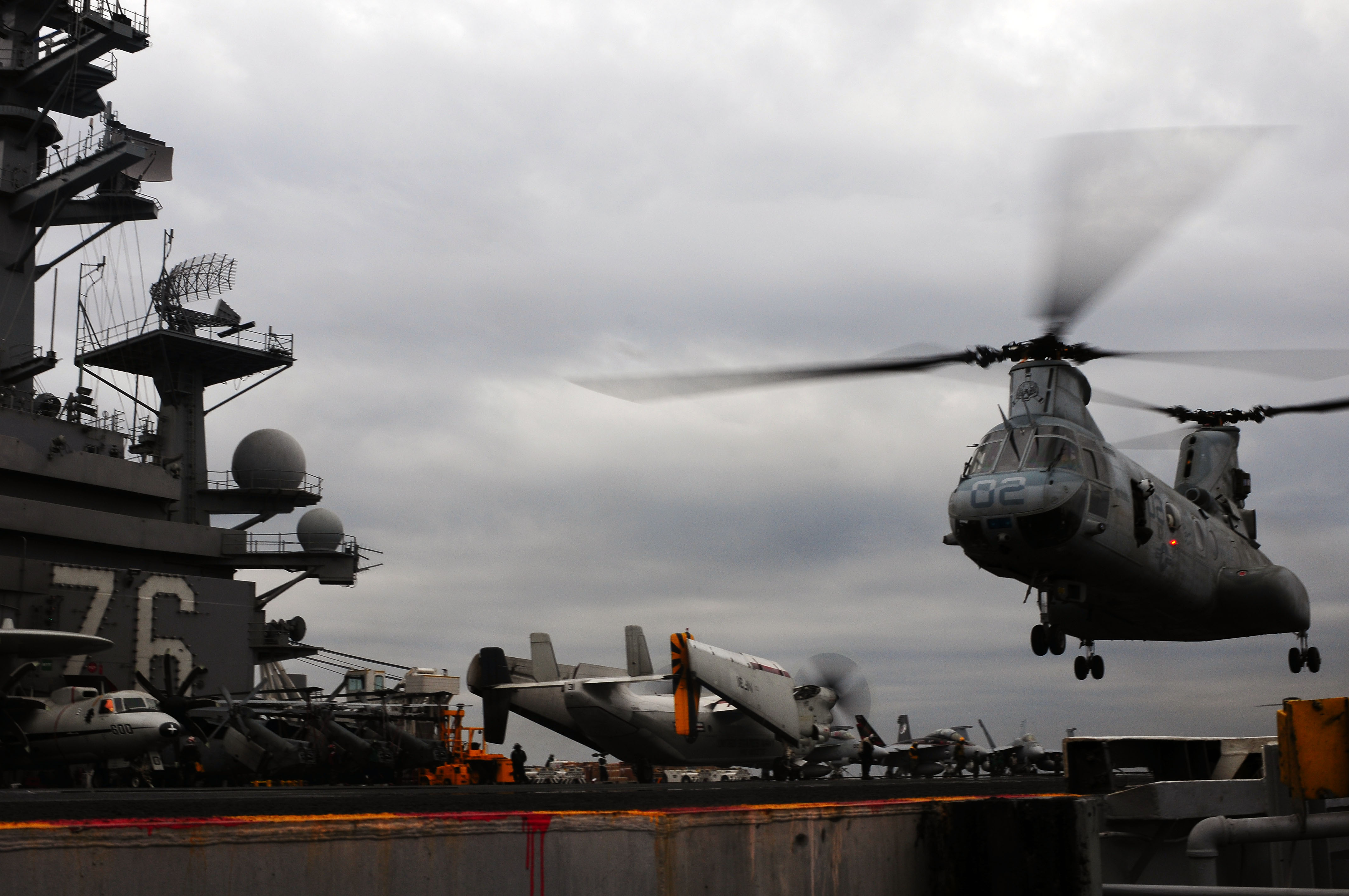
Operación Tomodachi

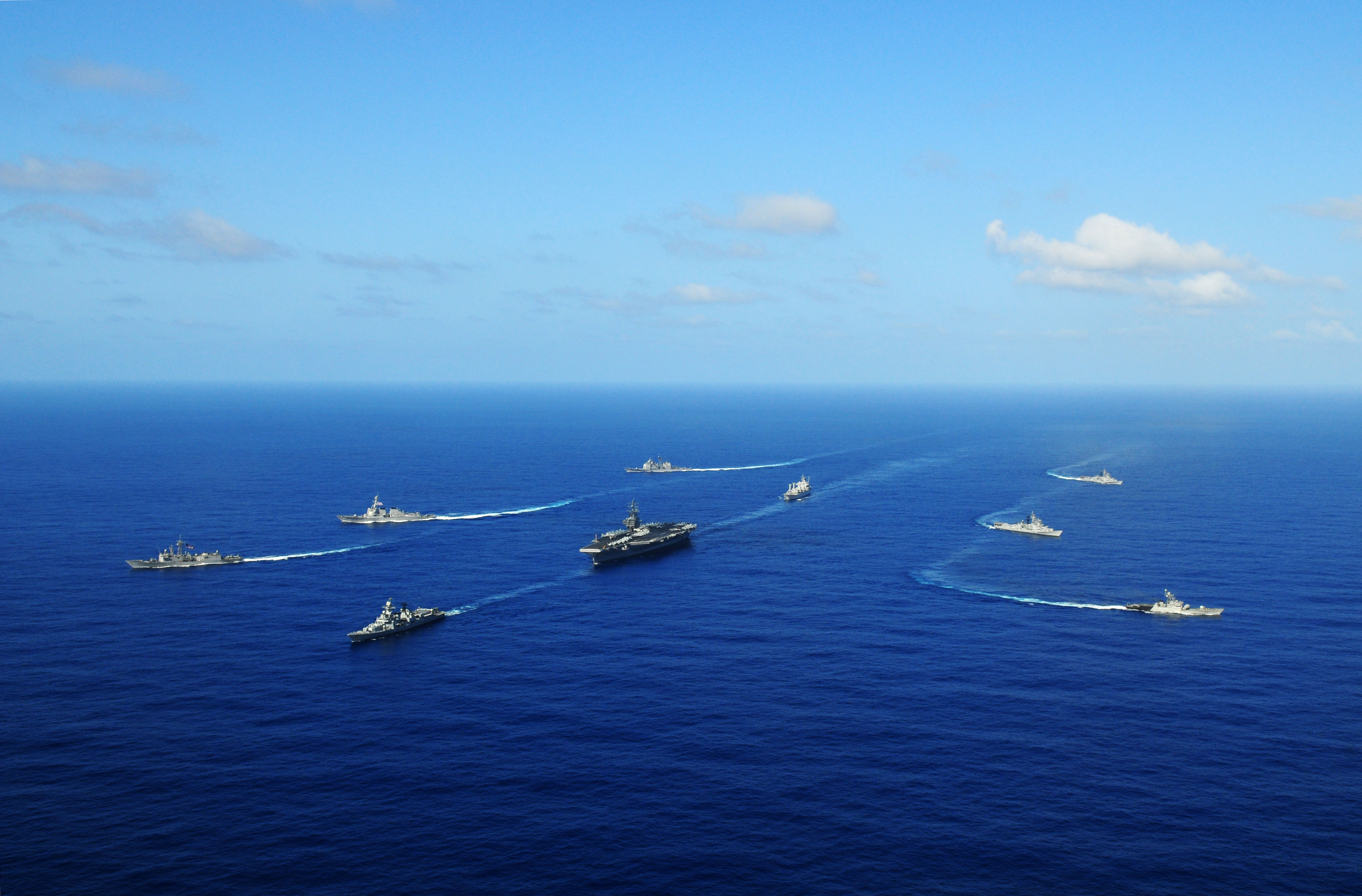
Buques del Grupo de Ataque con la Armada de India durante el ejercicio Malabar 2011.

Después del Terremoto y tsunami de Japón de 2011, el Grupo de Ataque de Portaaviones Siete tomó parte en el esfuerzo militar estadounidense de ayuda, la Operación Tomodachi. Las operaciones de ayuda para el desastre de Japón significó que la planificada participación del grupo de ataque de portaaviones en el Ejercicio Key Resolve/Foal Eagle 2011 en Corea fuera cancelada. Una visita planificada al puerto de Busán, en Corea del Sur, fue cancelada, y el grupo fue la primera fuerza naval estadounidense en llegar. Estos arribaron frente a la costa este de Honshū el 13 de marzo de 2011 e inmediatamente comenzó a apoyar las operaciones de ayuda.
El Ronald Reagan sirvió como una plataforma para reabastecer a las Fuerzas de Autodefensa de Japón y a otras helicópteros involucrados en los esfuerzos de rescate y recuperación realizados en tierra. También el Chancellorsville comenzó a proporcionar apoyo de ayuda mientras operaba frente a la costa de la Prefectura de Miyagi. El Preble proporcionó más de 700 libras (318 kg) de abastecimientos a los sobrevivientes del terremoto y tsunami, y también usó sus helicópteros embarcados orgánicos para explorar la línea costera.
Al aproximarse a Sendai, Japón el 13 de marzo de 2011, los sensores a bordo del Reagan detectaron radiactividad. Como respuesta la tripulación entrenada para situaciones de este tipo del Reagan estableció un Centro de Control de Radiación. Diez días más tarde, el 23 de marzo de 2011, el Reagan llevó a cabo un lavado con agua potable de su cubierta de vuelo y de los aviones embarcados, para remover cualquier traza de contaminación radiactiva.
El 4 de abril de, el Grupo de Ataque de Portaaviones Siete concluyó su participación en la Operación Tomodachi después de que su participación fuera agradecida por el Ministro de Defensa Japonés Toshimi Kitazawa y el Embajador de Estados Unidos en Japón John Roos durante una visita al Reagan.

### Ejercicio Malabar 2011
Debido a que había participado en la Operación Tomodachi, el grupo fue capaz de participar en el Ejercicio Malabar 2011 indo-estadounidense desarrollado entre el 2 y 9 de abril de 2011. Se llevó a cabo al este del Estrecho de Luzón y al este de Okinawa. Las unidades navales estadounidenses inicialmente incluían a los destructores lanzamisiles Sterett y Stethem; la fragata lanzamisiles Reuben James y un submarino de ataque nuclear. Las unidades navales indias incluían a los destructores lanzamisiles Delhi, Ranvijay y INS Ranvir (D54); la corbeta INS Kirch (P62) y el buque cisterna Jyoti.
Un hecho destacado del despliegue ocurrió el 18 de abril de 2011 cuando el capitán Kevin "Nix" Mannix realizó su milésimo apontaje cuando aterrizó su F/A-18F Super Hornet, perteneciente al Escuadrón de Caza y Ataque 154, sobre la cubierta de vuelo del Ronald Reagan. El capitán Mannix era el subcomandante del Ala Aérea Embarcada 14.

### Ejercicios de despliegue y visitas a puerto del año 2011
| Número | Ejercicios Regionales      | Ejercicios Regionales                 | Ejercicios Regionales                                                       | Ejercicios Regionales | Visitas a puerto  | Visitas a puerto               | Notas                       |
| Número | Duración                   | Fuerza estadounidense                 | Socio(s) Conjuntos/Bilaterales/Multilateral                                 | Área de Operaciones   | Localización      | Fechas                         | Notas                       |
| ------ | -------------------------- | ------------------------------------- | --------------------------------------------------------------------------- | --------------------- | ----------------- | ------------------------------ | --------------------------- |
| 1°:    | 2 de febrero               | Chancellorsville                      | Solid Curtain-Citadel Shield 2011                                           | Pearl Harbor          | —                 | —                              | [ 79 ]                      |
| 2°:    | 28 de febrero a 6 de marzo | Preble                                | Iniciativa de Seguridad Marítima Oceanía: Guardia Costera de Estados Unidos | Pacífico Occidental   | Pearl Harbor      | 19 de febrero                  | [ 80 ]                      |
| 3°:    | 2–9 de abril               | Grupo de Ataque de Portaaviones Siete | Malabar 2011: Armada India                                                  | Pacífico Occidental   | Sasebo, Japón     | 19 de abril                    | [ 31 ] [ 79 ] [ 80 ] [ 90 ] |
| 4o:    | —                          | Grupo de Ataque de Portaaviones Siete | —                                                                           | —                     | Phuket, Tailandia | 1–5 de mayo de 2011            | [ 31 ]                      |
| 5°:    | —                          | Grupo de Ataque de Portaaviones Siete | —                                                                           | —                     | Al Hidd, Baréin   | 22–26 de mayo                  | [ 31 ]                      |
| 6°:    | —                          | Preble                                | —                                                                           | —                     | Singapur          | 29 de junio                    | [ 80 ]                      |
| 7°:    | —                          | Preble                                | —                                                                           | —                     | Muara, Brunéi     | 4–9 de julio                   | [ 80 ]                      |
| 8°:    | —                          | Preble                                | —                                                                           | —                     | Đà Nẵng, Vietnam  | 15 de julio                    | [ 80 ]                      |
| 9°:    | —                          | Grupo de Ataque de Portaaviones Siete | —                                                                           | —                     | Hong Kong         | 12–16 de agosto                | [ 31 ]                      |
| 10°:   | —                          | Grupo de Ataque de Portaaviones Siete | —                                                                           | —                     | Apra Harbor, Guam | 21 de agosto                   | [ 31 ]                      |
| 11°:   | —                          | Grupo de Ataque de Portaaviones Siete | —                                                                           | —                     | Pearl Harbor      | 31 de agosto a 3 de septiembre | [ 31 ]                      |

## Desactivación
El 1 de agosto de 2011 la Armada anunció que el Grupo de Ataque de Portaaviones Siete estaba programado para ser desactivado a partir del 30 de diciembre de 2011. Después de la desactivación del Grupo de Ataque de Portaaviones Siete, el Ronald Reagan fue reasignado como el buque insignia del Grupo de Ataque de Portaaviones Nueve. Al momento de su desactivación el Grupo de Ataque de Portaaviones Siete estaba compuesto por las siguientes unidades:
- USS Ronald Reagan (CVN-76), buque insignia
- Ala Aérea Embarcada Catorce
- USS Chancellorsville (CG-62)
- Escuadrón de Destructores Siete:
  - USS Gridley (DDG-101)
  - USS Howard (DDG-83)
  - USS Decatur (DDG-73)
  - USS Benfold (DDG-65)
  - USS Thach (FFG-43)

En total, los portaaviones asignados a la formación hicieron un total de 34 despliegues al Océano Pacífico Occidental y al Golfo Pérsico.